# Murmansk-Legion

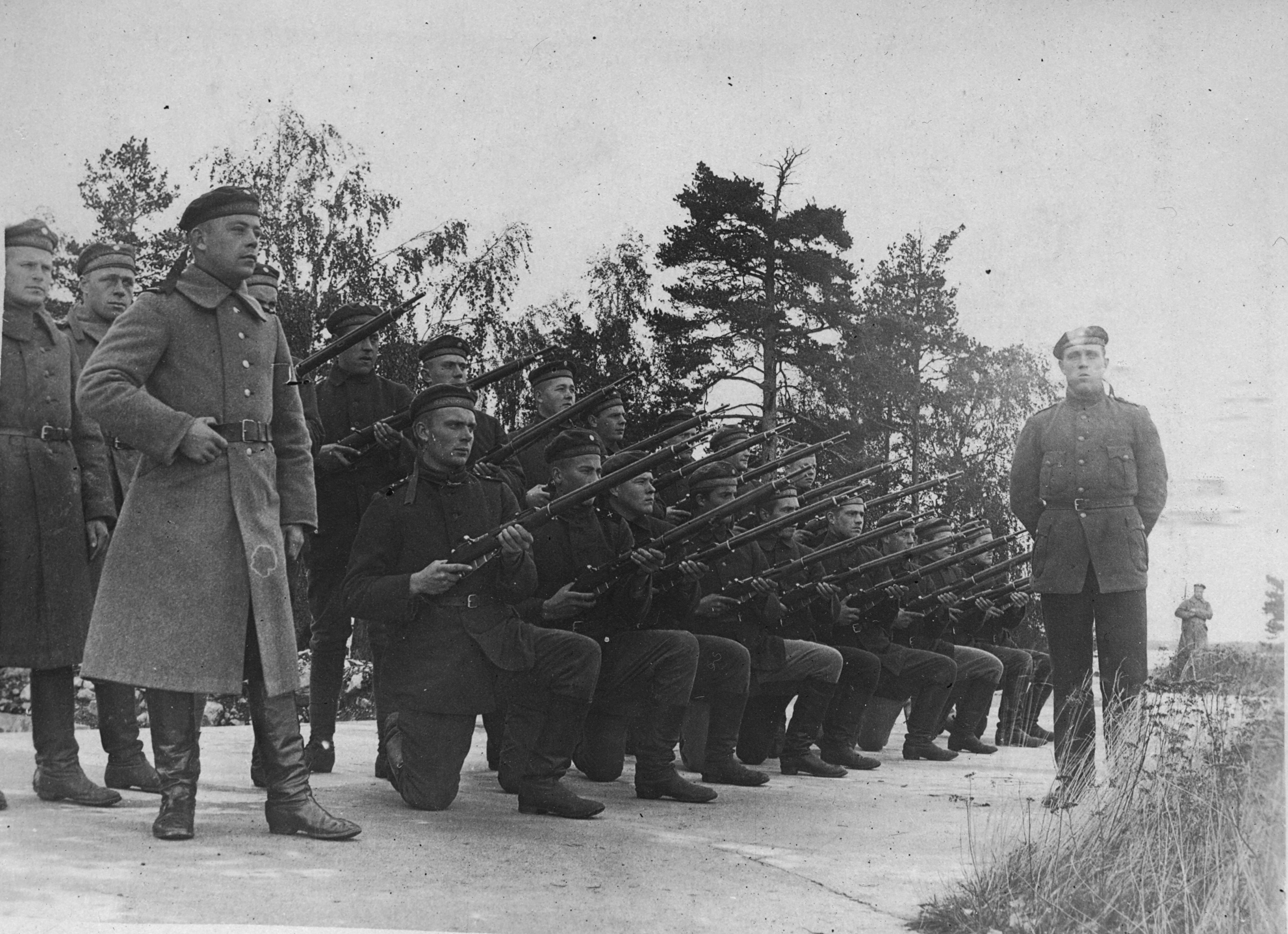
Murmansk-Legionäre im Jahr 1918

Die Murmansk-Legion, auch bekannt als Finnische Legion, war eine von der britischen Royal Navy organisierte Militäreinheit während der alliierten Nordrusslandintervention von 1918 bis 1919. Sie bestand aus finnischen Rotgardisten, die nach dem finnischen Bürgerkrieg aus dem von Weißen dominierten Nordfinnland nach Sowjetrussland geflohen waren, und einigen Finnen, die an der Murmansk-Eisenbahn arbeiteten. Die Legion wehrte zusammen mit britischen Truppen die Wiener Expedition der finnischen Weißgardisten von 1918 ab und verteidigte die Murmansk-Eisenbahn.
Die finnischen Weißgardisten hatten ihren Feldzug im März 1918 begonnen. Ihr Ziel war die Annexion Weißkareliens vom bolschewistischen Russland. Zur gleichen Zeit waren britische Royal Marines in Murmansk einmarschiert, um die Deutschen und ihre finnischen Weißgardisten-Verbündeten daran zu hindern, die Küste des Weißen Meeres und die Murmansk-Eisenbahn zu erobern.
Die Murmansk-Legion war mit britischer Ausrüstung bewaffnet und trug britische Uniformen. Die Legion wurde von Oskari Tokoi und Verner Lehtimäki angeführt, die beide von der britischen Marine zum Oberst befördert wurden. Die Stärke der Legion erreichte im Februar 1919 ihren Höhepunkt und betrug etwa 1.200 Mann. Die Murmansk-Legion wurde zunächst von Lenin gebilligt, aber er verurteilte sie später, ebenso wie die in Finnland zurückgebliebenen Kommunisten, da die Briten auf der Seite der Weißen Bewegung standen, obwohl die Finnen in der Legion sich weigerten, gegen die Bolschewisten zu kämpfen.
Die Murmansk-Legion wurde 1919 aufgelöst, als die britischen Truppen abzogen. Die finnische Regierung betrachtete sie als Verräter, doch Großbritannien und die USA machten ihre Anerkennung der finnischen Unabhängigkeit davon abhängig, dass die neue Regierung mehrere deutsche Agenten auswies und die Legionäre begnadigte. Im Herbst 1919 kehrten die meisten Kämpfer der Murmansk-Legion nach Finnland zurück, doch etwa 20 hochrangige Offiziere wie Tokoi, Lehtimäki, Aarne Orjatsalo und Hannes Sula flohen nach Nordamerika. Einige Legionäre schlossen sich später den Internationalen Brigaden im spanischen Bürgerkrieg an, und einige der jüngsten kämpften im Zweiten Weltkrieg sogar in der finnischen Armee.